# Comté de l'île Christmas
Le Comté de l'île Christmas est une zone d'administration locale  constituée d'une île dans l'Océan Indien à 2 390 km au nord-est de Perth, la capitale de l'État et à 500 km au sud de Java. 
Le centre administratif du comté est la ville de Christmas Island.
Le comté a neuf conseillers locaux et n'est pas divisé en circonscriptions.